# 明揚國際屏東廠火災
明揚國際屏東廠火災，於2023年9月22日下午5時31分發生在臺灣屏東縣屏東市屏東科技產業園區經建路38號明揚國際科技股份有限公司屏東廠，造成10人死亡（4名消防員、6名員工）、111人受傷（4名消防員、1名義消、106名民眾）。

## 事件經過
屏東縣政府消防局在9月22日下午5時31分，接獲通報指屏東科技產業園區內一間工廠化學藥劑洩漏冒出白煙，隨後在傍晚近6時接獲通報指出屏東科技產業園區內的1間化學工廠發生火警，不明原因發生爆炸，造成建物坍塌。爆炸聲響傳出10公里外，火警發生地點的內部鐵皮和金屬屋樑無法耐住高溫而變形。空拍畫面則顯示建物一大半都被大火吞噬，燒得只剩下骨架。
隨後，該火警發生地點被指出並非化學工廠，而是全球高爾夫球具代工廠明安國際企業股份有限公司旗下的子公司明揚國際科技股份有限公司，該公司目前正在擴建廠區增加產能，但因不明原因爆炸。其中，一名成功逃離現場的作業員表示，他在廠區看到冒煙後，沒多久就聽見警鈴聲大響，消防員到場沒多久後就爆炸了。受輕傷的消防員回憶，當時他與小隊長及2名消防員剛踏入現場，就聽見爆炸聲，大家立刻往外逃生，卻發現倉庫大門已崩落，僅剩下一個空隙，他拚命爬出去才保住一命，亦有一名明揚國際的早班員工受訪時表示，在22日傍晚準備下班的時候，自己即便已經走到工廠大門，距離工廠已經有數十公尺之遠，但是在爆炸發生當下，他還是被爆炸帶來的衝擊波給震倒，也被許多碎片弄得滿身是傷。
服務處在事故現場附近的屏東縣議員洪宗麒則表示聽見爆炸巨響，跑出來看已經黑煙密布。明揚國際科技公司董事長劉安晧趕到現場，表示最初員工發現冒出濃煙時，試著先處理未果，之後就發生爆炸，認為應該是粉塵導致。事故現場在救援期間，數次發生爆炸導致救援困難。現場人員被要求退離超過兩百公尺外，消防人員也暫時停止救援工作並撤離現場。內政部部長林右昌則指出，包括現場的閃燃以及存有許多易燃物品都是可能原因；另外，園區內有約兩萬平方公尺的廠房，面積很大，內部倉庫的儲貨也非常多，產生易燃與爆炸也是可能肇因。行政院院長陳建仁於23日在立法院報告時則指出，根據初步報告，該工廠並非屬於有毒化學物質管制工廠。
9月23日晚間9點56分，大火被撲滅。
9月30日，最後一位失聯者的遺體被尋獲。

## 事件處理

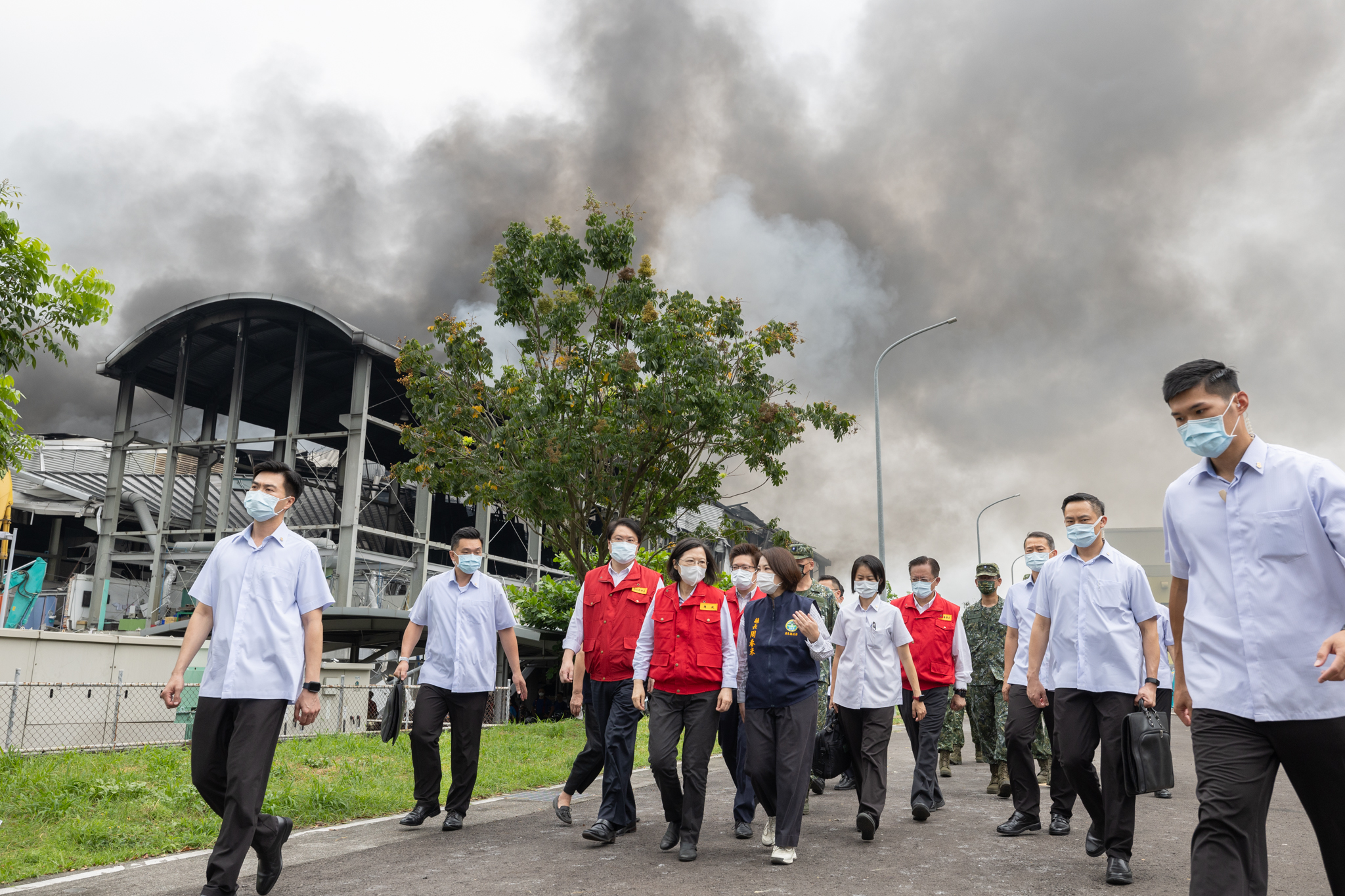
中華民國總統蔡英文抵達火災現場了解救災情形

### 中央政府
火災發生後，中華民國總統府發言人林聿禪表示總統蔡英文已於第一時間掌握訊息，並指示相關單位全力投入，務必儘速撲滅火勢，搶救受困人員，並表示內政部部長林右昌趕赴現場掌握救災情形。隨後，總統蔡英文向殉職同仁及家屬表示哀悼，並指出衛福部王必勝次長也將南下指揮緊急醫療系統，妥善處理燒燙傷患者。行政院發言人林子倫則指出院長陳建仁對不幸罹難者及其家屬表示哀悼之意，並已於第一時間請內政部與衛福部全力救助傷患，並已致電屏東縣長周春米，表示中央將全力支援。內政部部長林右昌在南下的同時，亦指示政務次長吳容輝儘速召開災害事故調查會，啟動事故調查程序。內政部消防署在消防員殉職後，則將臉書粉絲專頁及官網已改為黑白色。經濟部加工出口區管理處屏東分處於第一時間通報消防局火警外，處長楊伯耕也赴現場協調協助救災相關資訊，同時間向駐紮於園區的環境部毒災應變隊屏東小隊及屏東縣環境保護局請求協助。

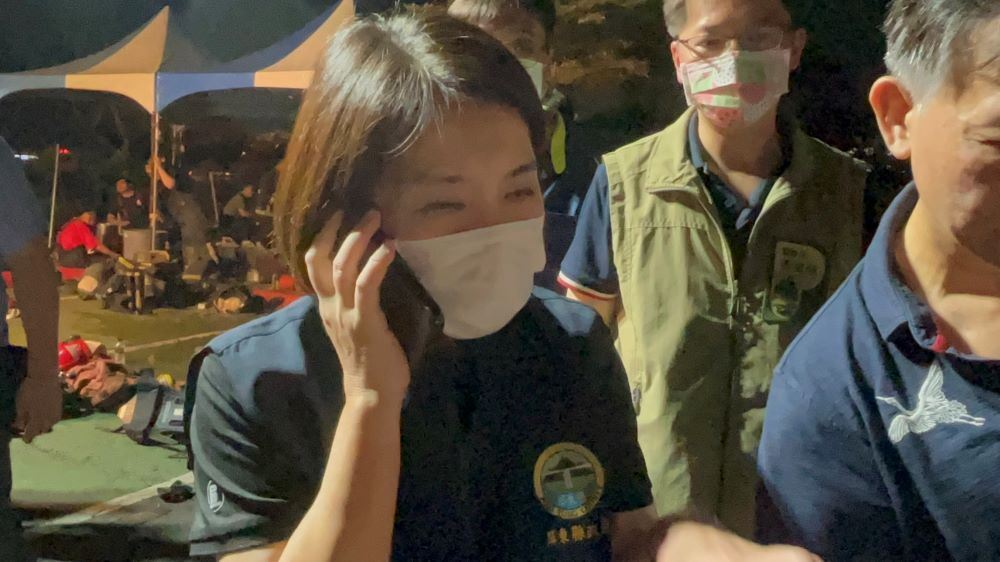
屏東縣縣長周春米抵達火災現場的前進指揮所

### 地方政府
爆炸案發生後，屏東縣縣長周春米表示已成立「0922火災爆炸災害應變中心」，同時啟動大量傷患緊急醫療應變機制，並請衛生局迅速公告傷患名單。屏東縣消防局長許美雪第一時間趕往現場坐鎮指揮。爆炸案發生後，臺灣屏東地方檢察署請犯罪被害人保護協會屏東分會、志工大隊前往屏東各主要醫院啓動一路相伴機制，陪同伴隨及安慰受災家屬，處理後續事宜。鄰近的臺南市市長黃偉哲、高雄市市長陳其邁亦對屏東縣的火災表達關心，並致電周春米表示將盡一切力量協助。隨後，高雄市政府消防局派遣9輛車、18名消防員馳援。
周春米隨後抵達前進指揮所掌握救災最新進度，隨後表示不願意離開前進指揮所，要求務必帶出每一個人，而她也因此次事件向家屬鞠躬道歉。澎湖縣縣長陳光復表示此次傷亡人數中，約30人來自澎湖，故啟動關懷機制，責由澎湖縣政府社會處等相關單位，追蹤設籍澎湖縣的傷者名單，即時回報後續處理情形。周春米23日主持記者會，帶領縣府團隊默哀致意，也表示會全力協助殉職消防消防員的家屬處理後事，經屏東縣消防局以各項給付最優計算後，4人依服務年資可分別獲2783萬元至2897萬元不等的撫恤金，並將以最速件報請內政部消防署核定，希望盡快撥付，周春米也表示將由屏東縣消防局籌備成立治喪委員會，並責請屏東縣政府民政處協助家屬申請入祀忠烈祠。

### 明揚公司
董事長劉安晧在9月23日向社會大眾與家屬道歉，強調從優撫恤傷亡的消防員、公司員工與一般民眾，並指公司預計在24日召開視訊說明會。截至23日上午，明揚國際科技股份有限公司仍未在臺灣證券交易所發布重大訊息，直至24日下午3時，明揚公司才偕同母公司明安召開重大訊息記者會，說明火災事件相關事宜。對此，明揚與母公司明安等4位高層出席重訊記者會，向各界鞠躬致歉，並表示將成立信託基金協助傷亡者與家屬，「身為在地企業，絕對負責到底」。
明揚公司所投保的產險共有六家承保，除了富邦產險主辦之外，其他的五家產險公司包括泰安、友聯、兆豐、台產與華南，其中，富邦主辦承接62%，泰安13%、友聯10%、兆豐5%、台產5%、華南5%共保，總保額15.3億元。除了產險總保額逾15億元之外，友聯也有共保商業火險，約佔保額1成，另外還有承保公共意外責任險及雇主責任險。產險業者分析，其中比較具有爭議的項目，是主動進入火場的消防員，是否被排除「公共意外責任險」的理賠範圍外。

## 影響
距離爆炸現場僅600公尺的前進國小，教室窗框玻璃也被強勁震波震碎。屏東縣政府指出，於火災過後為確保前進國小就學環境的安全檢點，考量火災造成空氣污染及落塵影響，於23日對全校區域做全面檢點及清洗工作，因此宣布該校在23日停止上課1日。台北市市長蔣萬安24日上午率團搭機前往韓國首爾參加「2023年世界城市高峰會市長論壇」行前媒體聯訪時表示，已邀集消防局、環保局、產業局及勞動局進行跨局處會議，檢視台北市相關SOP與處理公共意外機制，並全面檢查列管工廠，盤點所有消防人力、設備，讓市民安心，嘉義縣縣長翁章梁則表示要以此次事件為鑑加強管理，經濟發展處和消防局將嚴加稽查縣內廠區囤放危險物品相關管制，加強安全管制，嘉義縣消防局統計資料指出，嘉義縣列管危險工作場所有1904處，其中列為公共危險物品場所有68家，局及分隊會定期做消防安全檢查，並要求廠家落實公共危險物品管理工作。高雄市市長陳其邁於26日主持市政會議時亦指出，針對強化高風險公共危險物品工廠安全，指示消防、經發、環保與產業園區管理局等單位，立即針對工業區及產業園區內存放危險或有毒化學物品，以及近3年發生意外事故工廠等啟動聯合稽查，新竹縣縣長楊文科亦於同日指示消防局及環保局，清查新竹縣管轄範圍內的廠商，將有存放中高度危險性的有毒及化學物廠商特別標示，並針對轄內包括竹科、新竹工業區、五龍工業區等廠商突擊檢查是否有確實申報登記廠內的化學、有毒物質等危險物品。
經濟部表示，由於事故發生時消防廢水排入園區雨水下水道，並強化截流設施避免流入滯洪池，同時調派抽水車抽除雨水下水道消防廢水，截至24日共抽除138公噸廢水。而在事件發生後第三天，現場出現約4、50名員工，自發性準備了許多清掃用具要協助清理，其中有一名男員工稱公司沒有要求，他單純覺得自己應該要回來幫忙打掃。

## 各方反應

### 政府部門
衛福部政務次長王必勝在事件發生後，前往高雄醫學大學附設醫院、國軍高雄總醫院、高雄長庚醫院、屏東榮民總醫院、屏東寶建醫院、屏東基督教醫院及部立屏東醫院，詳細了解各醫院傷者的傷勢及治療狀況，也探視仍在急診的病人，並指出緊急醫療量能足夠，各醫院無論在初步處理、轉診及後續治療都判斷正確且有條不紊，緊急醫療網調度得宜，屏東縣衛生局也指揮良好。行政院院長陳建仁在23日赴立法院報告時允諾，政府會努力照顧住院傷者，提供最好的醫療，至於殉職的打火英雄，也會給予最高的撫卹與追晉升級，盡量撫慰家屬，而立法院亦在開會前默哀1分鐘表達哀悼。
總統蔡英文則在23日上午總統府接見「第61屆十大傑出青年當選人暨國際青年商會中華民國總會陪同人員」的行程前發表談話，再次向殉職消防員和家屬表達哀悼之意，也請相關單位給予家屬最及時的協助，並將盡速召開災害事故調查會，釐清還原事故的真相，並表示「稍後我也會南下關心救援進度跟探視慰問」，隨後蔡英文前往心燈生命禮儀館，向不幸殉職的消防員致哀及慰問家屬，後續並將前往屏東榮民總醫院探視傷患。
臺北市市長蔣萬安、彰化縣縣長王惠美皆表示若屏東有任何需求，都會全力協助，而桃園市市長張善政則邀集桃園景福宮、桃園慈護宮、中壢仁海宮、中壢慈惠堂、龍潭龍元宮、桃園明倫三聖宮等6大宮廟共同出錢出力，為本次傷亡的消防員與受災戶發起救助專案。

### 政界反應
事件發生後，2024年中華民國總統選舉候選人包含副總統暨民主進步黨籍參選人賴清德、新北市市長暨中國國民黨籍參選人侯友宜、台灣民眾黨籍參選人柯文哲及鴻海集團、永齡基金會創辦人暨無黨籍擬參選人郭台銘皆對火災發生後殉職的消防員及家屬，表達最高的敬意及哀悼，隨後皆取消23日的競選行程。
時代力量黨主席王婉諭、中國國民黨主席朱立倫、 国务院台湾事务办公室发言人陈斌华皆對逝者及其家屬表達哀悼。民主進步黨則宣布原訂24日的37周年黨慶活動暫緩，延後擇期舉行。

### 民間反應
郭台銘指出因其為中華民國義勇消防總會的總顧問，在事件發生後若需任何協助都將盡力而為。前立法院長暨中華民國義勇消防總會會長王金平於24日上午至4名殉職的消防員靈堂上香弔唁後，發給殉職消防員家庭1人10萬元的慰問金。佛光山屏東講堂住持永嚴法師、佛光山慈悲基金會能憫法師於23日上午前往榮民總醫院屏東分院探視18位傷患及家屬，並前往心燈生命禮儀館為殉職消防人員上香，撫慰家屬傷痛。
台灣人壽在事件發生後成立緊急應變小組，全面清查有無客戶傷亡，保險顧問亦前往醫院確認是否有保戶需要協助，並即時啟動重大事故關懷服務及快速理賠。國泰人壽及台新人壽全面清查後，分別發現各有2名及1名受災者為其保戶，並表示已啟動緊急應變措施。富邦人壽、國泰人壽、南山人壽等少數大型壽險公司針對非保戶也提供慰問金，新光人壽因旗下基金會1983年即設立警消慰撫金措施，對於不幸殉職消防人員額外提供10萬元慰撫金；宏泰人壽及遠雄人壽則提供快速理賠、緩繳續期保費等措施。中國人壽則指出，已啟動逾百名保戶快速理賠及慰問金關懷，初估理賠金額逾2000萬元慰問金，關懷也擴及非保戶的罹難警義消。
慈濟基金會屏東分會在事件發生後，立即召開線上會議規劃應變行動，並於23日上午先向家樂福緊急調度100份的麵包、10箱礦泉水至災害中心，提供給待命警消及現場工作人員，並與屏東縣政府社會處討論共善關懷行動；慈濟基金會屏東分會在同日下午應屏東縣政府消防局請求，在災害現場廠外搭帳篷提供家屬及救災人員休息。
屏東縣政府在事件後宣布成立「0922火災爆炸災害捐款」專戶提供捐款，林榮三基金會、聯邦銀行、自由時報、瓏山林共同捐款1000萬，蝦皮購物捐款500萬，環球購物中心捐款30萬，海尼根台灣屏東酒廠決定以員工的名義捐款20萬。截至24日下午，屏東縣政府表示線上捐款總計2876筆，小額捐款數金額7,598,961元。
國家交響樂團在23日晚間於高雄的上半場演出時，新增一首蕭泰然的《來自福爾摩沙的天使》，以音樂撫慰屏東工廠大火的傷亡者。總統蔡英文出席「2023總統盃黑客松頒獎典禮」時，對屏東工廠火災造成人員傷亡事件，與現場出席人員一起默哀，並指現場獲獎的卓越團隊中，也有屏東縣政府環保局、以及高雄市政府消防局等機關的參與，她要藉這個機會，向屏東縣政府團隊，還有支援的高雄市政府團隊，說聲辛苦了。

## 事後究責
臺灣屏東地方檢察署在火災發生後，派出3名檢察官在場即報即驗，同步調閱相關背景資料，並表示除掌握最新救災狀況外，同時對廠商財產聲請保全扣押，以防脫產。隨後於25日指出，與消防和刑事鑑證人員合作進行火災調查和鑑證，以追究相關刑事責任。犯罪被害人保護協會屏東分會在事件發生後亦協助一名罹難者家屬聲請假扣押，但臺灣屏東地方法院隨後於26日指出，債權人就假扣押原因，必須提出可供法院隨時進行調查的證據，從提出的資料無法說明清楚，於是裁定駁回。臺灣屏東地方檢察署對於臺灣屏東地方法院的裁定指出，將透過犯罪被害人保護協會屏東分會協助家屬提出抗告，而屏東縣政府發言人鄞鳳蘭亦表示縣政府會提供相關協助。
屏東縣政府於25日上午10時30分召開記者會，指出明揚公司有三項重大違法事實，包含儲存有機過氧化物達管制量30倍以上，嚴重違反《公共危險物品及可燃性高壓氣體製造儲存處理場所設置標準暨安全管理辦法》、未提供廠區化學品種類、數量、位置平面配置圖及搶救必要資訊，違反《消防法》第21條之一第一款規定及未指派專人到現場協助救災，違反《消防法》第21條之一第二款規定，總計裁罰240萬元。明揚公司隨後在當日下午6時51分發布重大訊息，指已收到屏東縣政府消防局舉發違反消防案件通知單，但開立的通知單未列示罰鍰金額，待收到正式處分函文後另行發布重大訊息。明揚公司董事長劉安晧在翌日的記者會表示，後續會釐清廠內原物料存放情形，案發當下幹部有協助疏散，公司都有落實消防演習並已配合檢警調查中。
針對此次事件政府的政治責任，中國國民黨立法院黨團質疑事故發生至今政府無人負責，內政部部長對此表示，明揚工廠大火災害因案情複雜，消防員罹難人數多，調查可能必須耗費更多人力與時間，內政部消防署也已派員協助屏東縣政府消防局進行火災原因鑑定調查，並配合檢察官進行各項司法偵調工作，呼籲各界尊重專業，透過科學鑑定讓證據說話，而內政部亦於26日下午召開災害事故調查會。經濟部次長林全能與屏東縣副縣長黃國榮則在26日召開聯合善後平台會議，強調「沒有安全就沒有復工」，並指出將於明揚改善建築物及生產環境條件完備、提出復工申請後，邀集專家學者及相關單位審查。
10月6日，屏東縣消防局長許美雪以個人規劃為由請辭獲准，遺缺由副局長李彬正暫代。

## 爭議

### 明揚公司的勞工環境議題
明揚國際科技股份有限公司其Google評論過去被多人留下一星負評，指控其為強迫加班的血汗工廠，更有人稱其內部充滿粉塵和有毒漆味，而時事評論員黃揚明則在臉書上揭露指出，根據勞動部違反勞動法令事業單位（雇主）查詢系統資料顯示，該公司已連3年讓員工超時加班而被罰鍰，距離此次火災最近一次是2023年7月26日被處分，罰鍰15萬元。屏東縣縣長周春米對此則表示，所有勞安檢查與勞工詳細資料都由經濟部主導，屏東縣政府已經向經濟部索取相關資料，以利追究責任。
勞動部部長許銘春23日在立法院備詢時表示，相關勞動環境、職災、勞動條件，待救災告一段落，勞動部會跟經濟部加工出口區管理處一同勞檢，勞動部職業安全衛生署職業安全組組長朱文勇亦指出，後續也會瞭解雇主是否有申報特定危害化學物質等。另外也正盤點該公司過去的違法紀錄，若有相關關係企業也會一併盤查，了解公司管理狀況。財政部則指出明揚公司曾在2014年10月取得財政部優質企業認證，但認證三年效期早已在2017年10月就到期。
臺灣屏東地方法院在2011年的一份判決書指出，前員工指控明揚公司的工廠內充滿橡膠粉塵、高熱、強鹼、刺鼻氣味，對身體有害；且公司每年不免發生「100件以上，甚至高達140件大小不等之工安事件」，而根據明揚公司的永續報告書中顯示，該公司新進員工比例，與離職員工比例均高達5成以上。對於相關指控，明揚公司總經理呂英誠承認，但仍辯解通通依照公司員工意願出班。

### 屏東縣消防局長專業疑慮
在火災救災當下，屏東縣消防局局長許美雪指火場裡面有烷跟天然氣，消防隊員進入火場一射水就發生大爆炸，讓當時擔任初期指揮官的小隊長陳文川遭外界質疑搞不清楚狀況。從昏迷中甦醒的小隊長陳文川指出，當時確實「未噴水」，甚至來不及使用乾粉滅火器就爆炸。許美雪在此之後改口稱「沒射水」，並表示第一時間詢問廠商為何會爆炸，雖然廠商並未解說有無射水，但她的確被廠商所說的狀況誤導，因此才口誤。淡江大學教授兼國際事務學院院長包正豪批評，消防高層搞不清楚狀況，一出事就急着推卸責任，真正受傷害的前線人員，直言「火神的眼淚白流了」。
對此，中國國民黨籍立法委員王鴻薇質疑其缺乏專業背景與經歷，不適任且可能危及第一線執勤消防員，而屏東縣縣長周春米表示，事後的事故調查和責任檢討都不會迴避，許美雪則稱「不戀棧職位」。屏東縣消防局副局長李彬正指出廠商僅回報工廠裡有環己烷的化學成分，不易爆但遇到高溫會起火，卻未提及有禁水性材質的「過氧化物」，進一步詢問業者，究竟為何一直有爆炸發生，業者才解釋有這種成分，「資訊起初就給的不完整」。對此，明揚公司在24日的記者會上表示，有對消防人員表示，冒煙現場存放環己烷。至於廠商第一時間是否有提供完整廠內資訊，屏東縣消防局前後說法不一亦遭受外界批評。對此，環境部化學署評估管理組長林松槿表示，根據勞動部職安署網站對屏東大火的案情摘要，消防單位初步研判疑似為過氧化物「二叔丁基過氧環己烷」與異構烷烴引起的爆炸，但二叔丁基過氧環己烷與環己烷是不同化學物質，「兩個名字很像但化學式完全不一樣」且「二叔丁基過氧環己烷」不在化學署列管的毒性化學物質、關注化學物質名單，依法業者不須向化學署申報流向，也未要求工廠內需配置專業應變人員。

### 消防人數與工會組織議題
屏東消防服務人員比例為1比1300人，遠高於香港、日本、新加坡等地，香港約為1比735人。消防員工作權益促進會在事件發生後，指出火災事件導致消防員殉職、多名消防員受傷，因此會籲求開放消防組工會，加速改革防止殉職，並表示在23日於凱達格蘭大道舉行記者會要求2024年中華民國總統選舉候選人立即支持開放消防員組工會，同時於記者會指出消防員應全面適用《職業安全衛生法》，補足地方防災能量與人力，「不要用殉職換改革」。
行政院發言人林子倫在25日表示，政府將研議修正《消防法》，建立消防機關職業安全衛生機制，並表示行政院院長陳建仁指示修正《公務人員協會法》，擴大並強化公務人員之結社權與協商權為目標。陳建仁的言論遭台灣警察工作權益推動協會批評為「說謊院」，指公務人員協會並非工會，協會專指一個職業事務專長組織而非權益爭取組織，工會與協會混用是為了壓抑公務人員爭取權益。警消組工會遭到部分民眾與政治人物反對，在野黨多持支持態度，執政黨仍持保留態度。
《中國時報》引據立法院預算中心《2024年中央政府總預算案整體評估報告》指出，包含屏東在內共有9個縣市連續4年以上，未辦理防災士訓練。對此屏東縣政府澄清，自2019年迄今已完成防災士訓練1055人次，每年積極參與中央各項防災計畫，今年更召募縣內高國中生加入的防災士行列，期望透過各種防災計畫的推動與參與，讓防災教育向下扎根，新竹縣政府及嘉義市政府亦表示報導與事實出入，新竹縣截至2023年共培訓232防災士，而嘉義市截至2022年共培訓158位防災士。

## 類似事故
- 1916年法弗舍姆彈藥庫爆炸事故（英语：Faversham explosives industry#The Great Explosion）
- 1918年摩根彈藥庫爆炸事故（英语：T. A. Gillespie Company Shell Loading Plant explosion）
- 1921年奧堡化工廠爆炸事故（英语：Oppau explosion）
- 1947年德克薩斯城油庫爆炸事故
- 2004年朝鮮龍川火車站爆炸事件
- 2011年五股區新興堂香舖爆炸案
- 2013年美國德州化肥廠爆炸事件
- 2014年崑山中榮工廠爆炸事故
- 2015年天津港危化品倉庫爆炸事故
- 2019年江蘇響水天嘉宜化工廠爆炸事故
- 2019年江蘇泰興中丹化工廠火災
- 2020年貝魯特爆炸事故
- 2024年全聯臺中倉儲火災

## 外部連結
- 明揚國際科技股份有限公司官方網站 （页面存档备份，存于）
- 明揚國際科技股份有限公司台灣公司資料 （页面存档备份，存于）